# Pultost
El pultost es un queso noruego de leche agria madura suave con sabor a semillas de alcaravea.
Como el queso Gamalost, el pultost tiene una larga historia en Noruega. El queso se elabora con leche desnatada que se ha agriado, similar al suero de leche cultivado, aromatizado con alcaravea y conservado con sal. Es un queso de coagulación enzimática ácida y muy bajo en grasas. Se encuentra en dos variantes, untable y granulado. La variante untable tiene un sabor más fuerte. Se suele untar en pan, lefse o pan plano o se sirve con patatas hervidas.
La empresa noruega de productos lácteos Tine produce pultost en su lechería en Nybergsund en Trysil. Tine tiene tres variantes: un tipo untable y suave, llamado Løiten, un tipo más suelto con una textura seca y granulada, llamado Hedemark y otro tipo granulado, con un sabor más fuerte, llamado Lillehammer. Synnøve Finden es otro fabricante de pultost en Noruega. La masa de queso es producida por Tine y posteriormente procesada por Synnøve Finden. Synnøve Finden produce dos tipos de pultost: Seterost y Hedmark.